# Camilla Collett
Pour les articles homonymes, voir Collett.
Camilla Collett, née Camilla Wergeland à Kristiansand le 23 janvier 1813 et morte à Christiania le 7 mars 1895 est une romancière féministe norvégienne.

## Biographie
Cette femme appartenant à la grande bourgeoisie de Christiana n'a jamais pu s'émanciper d'un monde étriqué malgré sa formation à d'autres cultures et ses voyages, mais elle est devenue un personnage incontournable et une femme de lettres majeure de la littérature norvégienne : 
- personnage puisqu'elle est la propre sœur de l'écrivain emblématique Henrik Wergeland, la jeune amoureuse malheureuse de son rival en littérature et en politique Johan Sebastian Welhaven, la veuve du placide juriste Collett qu'anime de vifs ressentiments, intacts plusieurs décennies plus tard, contre son ancien amour de jeunesse...
- écrivain car elle est une animatrice d'un cénacle littéraire, une épistolière assidue et une des premières plumes marquant, par ses nouvelles et mieux son grand roman psychologique Les Filles du préfet paru en 1854, l'éclosion de la littérature dano-norvégienne.

Cette auteure réaliste et engagée a combattu pour l'émancipation des femmes en laissant des écrits qui constituent une bible du féminisme bourgeois.

### Jeunesse
Née sur les bords du Skagerrak, d'un père pasteur, Camilla est d'abord une petite fille bien éduquée qui observe et suit ses grands frères et sœurs. Le pasteur Wergeland est amené en 1814 à jouer un rôle de notable de premier plan dans le tourbillon politique norvégien causé par le traité de Kiel et la rivalité entre la Suède et le Danemark pour l'hégémonie sur la province scandinave de Norvège. Il obtient quelques années après, le prestigieux poste de pasteur de la petite ville d'Eidsvoll qui a, en accueillant l'assemblée du 17 mai 1814, laissé son nom à la constitution de l'État. C'est là que grandirent ses enfants. Pour parfaire une éducation déjà soignée, Camilla est envoyée en pension à l'institution de jeunes filles de Christianfeldt, où elle étudie l'allemand et la grande littérature européenne entre 1827 et 1829. Elle revient vivre en 1830 à Christiana et à Eidsvoll.
Alors âgée de dix-sept ans, elle suit alors l'envol littéraire de son frère aîné Henrik, observe le mariage malheureux de sa sœur, tombée amoureuse d'un jeune poète issu d'une famille berguenoise ruinée, Johan Sebastian Welhaven. Hélas, celui-ci poursuit une dispute avec son frère qui prend l'ampleur d'une querelle nationale violente. Mais elle persiste dans son choix amoureux alors même que le jeune homme, réticent à cette flamme, ne s'en soucie guère, préférant étudier les réactions amoureuses en modèle littéraire et garder son intégrité dans la rivalité littéraire et politique. Sa famille, fort tolérante pour sa passion, s'oppose dès l'origine à une union. Son père essaie de l'arracher à sa stérile attraction amoureuse en l'incitant à des voyages européens. Elle prend l'habitude de voyager dès 1834. Grande voyageuse, elle reprendra ses pérégrinations au cours des années 1860 et séjournera bien plus souvent dans les capitales européennes et dans les hôtels des rivages et des montagnes qu'en Scandinavie.

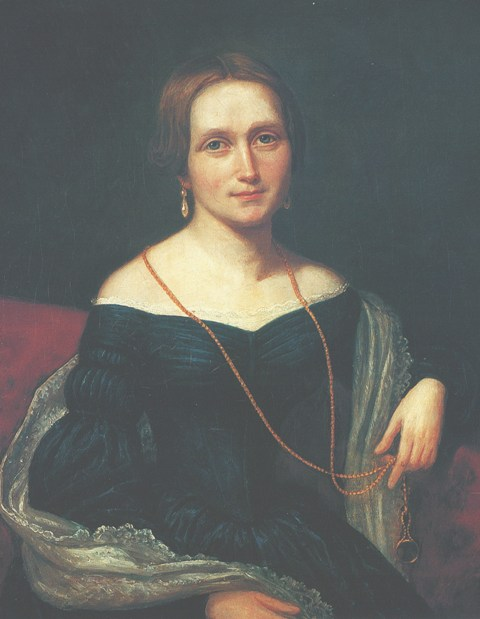
Camilla Collett en 1839

### Une vocation littéraire née d'une longue crise sentimentale
Libre de sa vie malgré sa constante révolte contre la domination masculine, Camilla bénéficie des ressources familiales et habite la maison de son père jusqu'à son mariage de raison avec le juriste Jonas Collett en 1841. Le couple aura quatre enfants. Mais bien avant la mort de Jonas, en 1851, Camilla, réunissant une fraction des artistes partisans de son frère disparu, tient un petit cénacle littéraire.
La veuve qui tient depuis son adolescence son journal détaillé a les ressources de déployer cette activité littéraire, qui lui donne une confiance pour affronter le regard du public, se lance dans l'écriture de petites nouvelles. Sublimant sa vie personnelle et inspirée par les constats de sa vie sentimentale consignés dans ses carnets intimes, la veuve Camilla Collett écrit dans une prose dano-norvégienne de grande pureté en 1854-1855 le premier roman psychologique qui fait date dans les lettres norvégiennes, Les filles du préfet. Véritable œuvre à thèse, ce roman écrit avec ardeur et puissance aborde sans ménagement le rôle de l'amour et dissèque le droit des femmes à disposer de leur vie et de leurs sentiments. Ce grand roman sur le destin de trois sœurs est un tableau littéraire, brossé sans joie en traits noirs, de la haute bourgeoisie de Christiana.
L'écrivain a tellement puisé dans sa pensée en révolte féministe et ses souvenirs personnels qu'elle n'a, soutiennent ces détracteurs,
plus de matière pour d'autres grandes confessions romancées. Mais les jeunes écrivains du champ littéraire norvégien en gestation, peu familiers du cadre étriqué de la haute bourgeoisie prestigieuse, sont captivés par l'égérie littéraire, autant par sa vie privée que par son art remarquable. Ce qui a décidé cet engagement farouche, est le constat évident d'une régression du statut de la femme dans son milieu social. Camilla avoue volontiers dans ses carnets que les jeunes filles du début du siècle, même si elles devaient obéir à des convenances précises en bonne société, pouvaient trouver un soutien dans les familles de la haute bourgeoisie, lieux de liberté et d'épanouissement. Au milieu du siècle, un revirement suivant un modèle européen s'estompe et une rigidité sournoise, un dogmatisme du statut féminin s'imposent. C'est ce qui motive sa fureur et son engagement littéraire.
Les derniers feuillets, extirpés de ses carnets intimes, présentent une sélection de souvenirs et de réflexions inspirés par sa vie et ses voyages.
Les hommes de théâtre, prolongateurs de l'enthousiasme d'Henrik Wergeland, y puisent d'innombrables thèmes critiques de la haute société. Le récit Au camp des muettes dévoile en 1877 les problèmes clef du féminisme sur un ton critique et tranchant. Contre le courant martèle sur un versant polémique le même plaidoyer ardent pour l'idéal d'une femme maître de ses désirs et complète ainsi une véritable bible du féminisme bourgeois. L'auteure, au risque de paraître étriquée, s'entête dans une lutte qui ne peut concerner que les femmes de sa condition sociale. Camilla Collett dans le premier récit attaque Henrik Ibsen qui lui avait dérobé ses idées littéraires, toutefois sur un plan terre à terre et en les transformant sensiblement. La gifle littéraire fait mal et, le revanchard accusé publiquement de plagiat, Ibsen impose tout ou partie du portrait de Camilla en nombre de ses grands personnages des œuvres féminines. Quant au patron du champ littéraire Bjørnstjerne Bjørnson, elle n'éprouve aucune peine à le caricaturer en penseur à girouette.
Le ton de Camilla, ses expressions violentes et sans concession, peu amènes envers les grandes figures masculines littéraires de son pays, auréolées internationalement après 1880, dévoilent l'amertume, le constant esprit de révolte et le dépit d'une femme qui, par malheur, n'a pu se réaliser. Mais la lecture critique ne doit pas faire oublier qu'elle est aussi, par ce biais, une grande femme de lettres. Il est singulier que la littérature norvégienne ouvre un genre romanesque et psychologique moderne par Camilla Collett, une féministe bourgeoise, une mère à la fibre si peu maternelle, et le referme par une auteure résolument antiféministe, exaltant la maternité et la responsabilité féminine de l'humanité, Sigrid Undset. 
Encore aujourd'hui, la littérature norvégienne est marquée par l'héritage de Camilla, comme le prouve Mona Høvring dans un registre singulier.

## Œuvres d'une romancière féministe en marge du romantisme national
- Nouvelles, traduction de Novellen, 1853.
- Les Filles du préfet, traduction de Amtmandens døttre 1854-55.
- Nouvelles, 1860.
- Dans les longues nuits, traduction de I de lange naetter, 1861.
- Les derniers feuillets, 1re série, traduction de Sidste blatt, 1868.
- Les derniers feuillets, 2e série, 1872-73.
- Au camp des muettes, 1877.
- Contre le courant, 1879-85.
- Publication complète des œuvres de Camilla Collett : Samlede voerker, Kristiana, 1912-1913.
- Camilla Collett, Les filles du préfet, traduit du norvégien par Eric Eydoux, Éditions Zoe, Carouge 2010.